# Polina (nome)
Polina  è un nome proprio di persona bulgaro, russo e ucraino femminile; è scritto Полина in cirillico russo e bulgaro, Поліна in cirillico ucraino e Πωλίνα in alfabeto greco.

## Varianti
- Bulgaro
  - Ipocoristici: Поля (Polja)[1]

### Varianti in altre lingue
- Bielorusso: Паліна (Palina)
- Greco moderno: Πωλίνα (Pōlina)[1]

## Origine e diffusione
L'origine nel nome non è del tutto certa; potrebbe essere una forma slava di Paolina, oppure un ipocoristico di Apollinarija.

## Onomastico
Il nome non è portato da alcuna santa, pertanto è adespota; l'onomastico si può festeggiare il 1º novembre, in occasione di Ognissanti.

## Persone

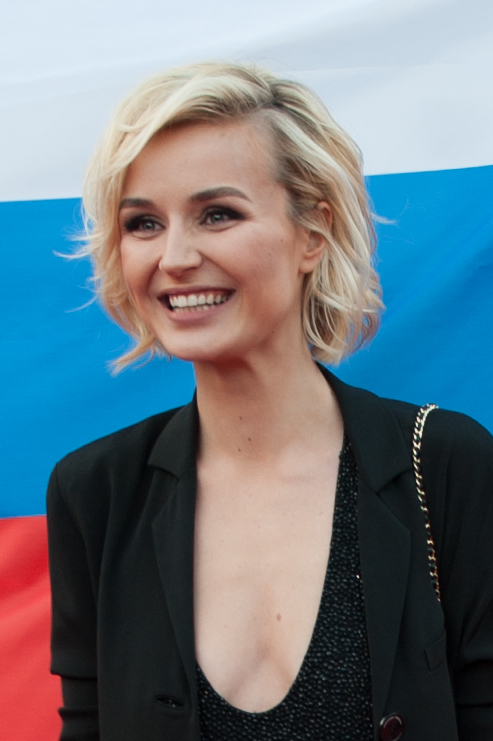
Polina Gagarina

- Polina Astachova, ginnasta sovietica
- Polina Cekova, cestista bulgara naturalizzata francese
- Polina Fëdorova, ginnasta russa
- Polina Gagarina, cantante russa
- Polina Rəhimova, pallavolista ucraina naturalizzata azera
- Polina Semionova, ballerina russa
- Polina Stručkova, pentatleta russa

### Variante Palina
- Palina Smolava, cantante bielorussa